# Барби в Принцесата и бедното момиче
„Барби в Принцесата и бедното момиче“ (на английски: Barbie as the Princess and the Pauper) е американски анимационен филм от 2004 г. Той е четвъртият филм от поредицата Барби. Филмът излиза на VHS и DVD през 28 септември 2004 г.

## Синхронен дублаж
| Роля                  | Изпълнител            |
| --------------------- | --------------------- |
| Принцеса Аналис/Ерика | Петя Абаджиева        |
| Крал Доминик          | Александър Воронов    |
| Джулиан               | Кирил Бояджиев        |
| Преминджър            | Георги Тодоров        |
| Серафина              | Александра Грънчарова |
| Улфи/Лакей            | Румен Угрински        |
| Кралицата             | Даринка Митова        |
| Мадам Карп            | Анимари Димитрова     |
| Ник                   | Кирил Янчулев         |
| Нак/Посланик          | Николай Пърлев        |
| Мидас                 | Христо Бонин          |
| Хърби/Страж 2         | Христо Узунов         |
| Бърти                 | Весела Хаджиниколова  |
| Прислужница           | Мина Костова          |
| Страж 1               | Илия Иванов           |

| Обработка           | Доли Медия Студио                    |
| ------------------- | ------------------------------------ |
| Преводач            | Нели Тотева                          |
| Режисьор на дублажа | Даниела Горанова                     |
| Тонрежисьори        | Валерия Крачунова Цветелина Цветкова |